# Hoja de bijao
La hoja de bijao (en Panamá y Sudamérica) u hoja de maxán (resto de Centroamérica) es una parte de la planta Calathea lutea, la cual se usa principalmente como envoltorio de diversos alimentos durante la cocción.
Al ser un producto biodegradable se ha estudiado su posible uso industrial como sustituto de los platos de plástico.

## Características
La hoja de bijao es una hoja ancha y ovalada como la del banano. Está generalmente disponible en tres tamaños: pequeño (25-30 cm), mediano (40-45 cm) y grande (50-60 cm).
Estas hojas son de interés para la industria de betunes por la cera que presenta en su envés, similar a la cera de la palma carnaúba. También se han visto resultados favorables para la fabricación de patrones de cera en odontología.

## Usos

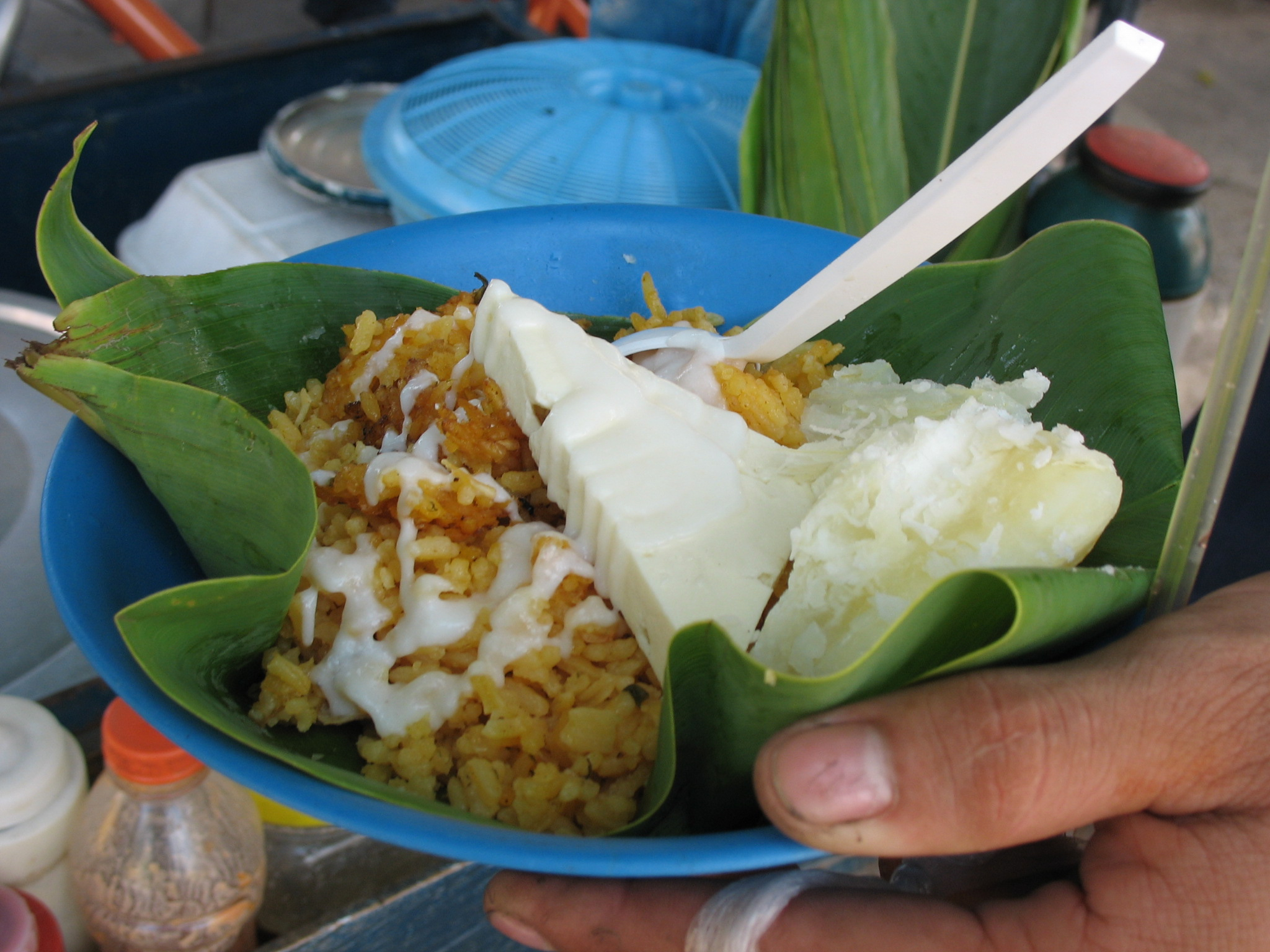
Arroz de lisa barranquillero servido sobre hoja de bijao

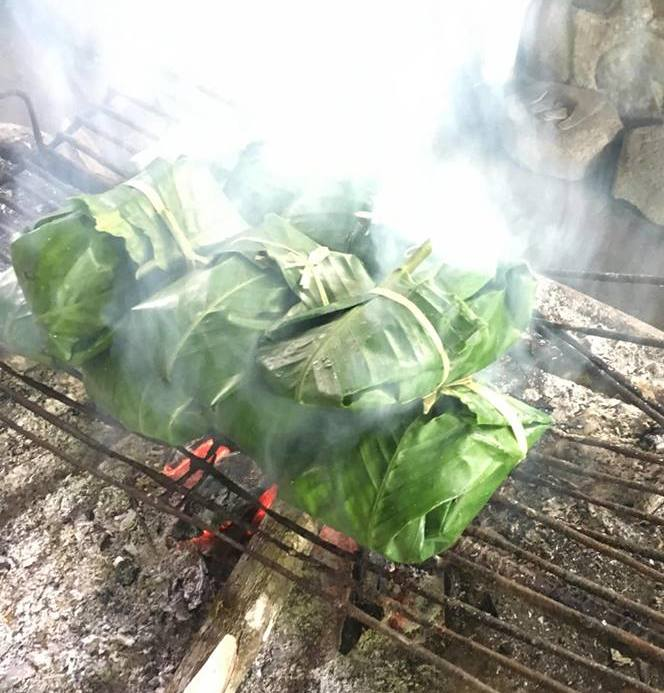
Maito de tilapia cocinándose a las brasas en Ecuador.

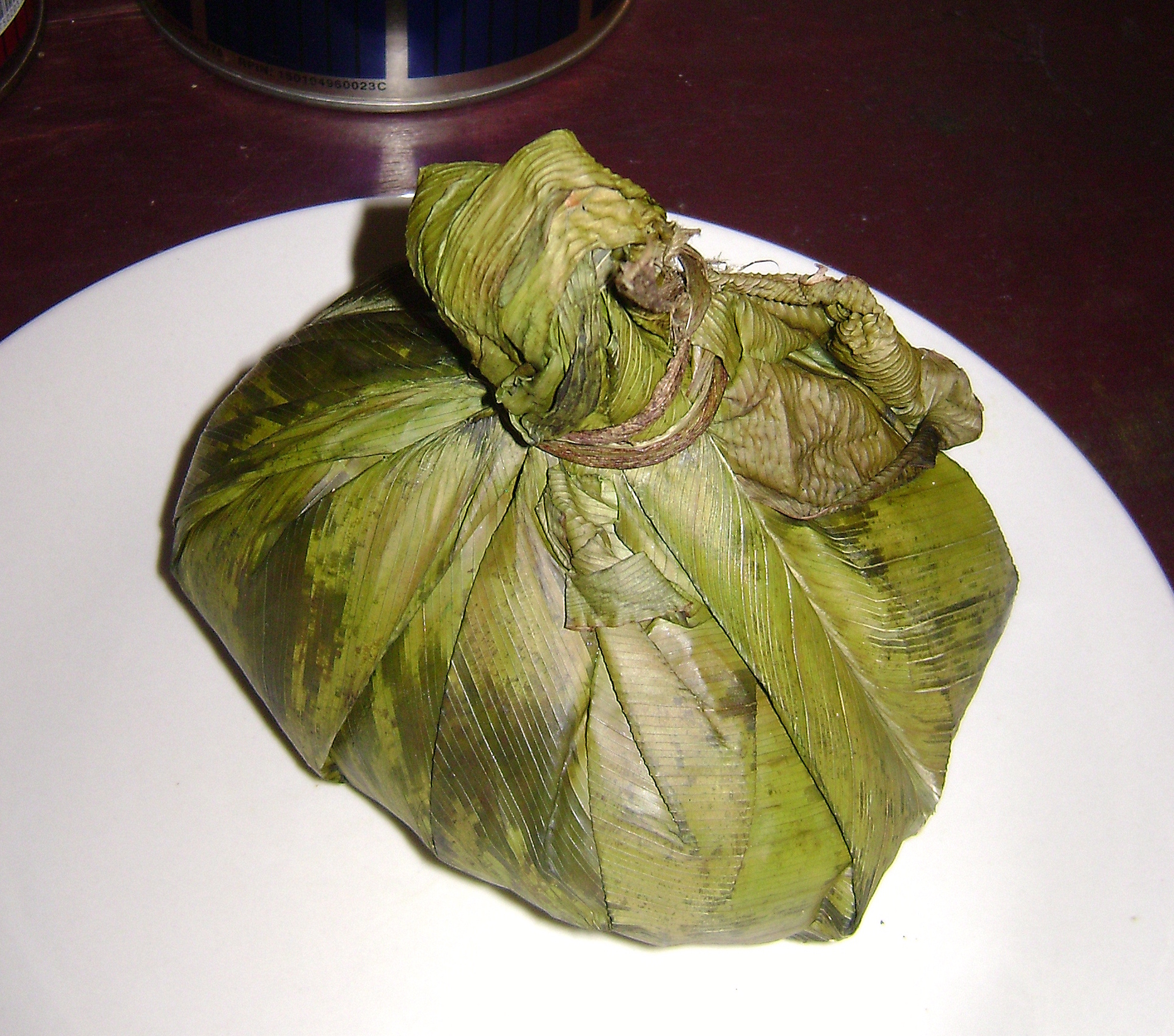
Juane de arroz típico de la gastronomía peruana.

Su uso principal es gastronómico, y se ha difundido como envoltorio de diversas preparaciones de tamales.
En Colombia es el envoltorio tradicional del bocadillo veleño, un dulce de guayaba y panela de caña similar al dulce de membrillo. También sirve no solo como envoltorio, sino también de plato para el pastel, especie de tamal típico de la costa Caribe de Colombia a base de arroz en vez de maíz. En Barranquilla se utiliza como recipiente para despachar el arroz de lisa y para asar al carbón el bocachico en cabrito.
En Ecuador su uso está extendido en la región amazónica para la elaboración del maito, un papillot de diferentes ingredientes, como pueden ser pescados, ranas, vísceras o aves. Los pueblos indígenas como los tsáchilas han usado tradicionalmente la hoja de bijao como planto donde servir la comida.
En Guatemala, las hojas de maxán se utilizan sobre todo para envolver los tamales, como el tamal colorado que es típico de las navidades guatemaltecas, o los paches. También se usa para servir diferentes platos como el revolcado o queso. Se suelen encontrar a la venta en todos los mercados populares del país en paquetes de 15 a 18 hojas.
En Perú se utiliza para envolver los juanes, tamal de arroz típico de la gastronomía de la selva peruana. La hoja del bijao no solo permite una correcta cocción del juane, sino que también le otorga un sabor y aroma característico.